# 4995 Griffin
4995 Griffin là một tiểu hành tinh vành đai chính với chu kỳ quỹ đạo là 1307.5857115 ngày (3.58 năm).
Nó được phát hiện ngày 28 tháng 8 năm 1984.